# Annie McEnroe
Anne McEnroe (nascuda cap al 1956) és una actriu nord-americana que va tenir papers als anys 80 i 90, com ara Wall Street i Beetlejuice. Està casada amb Edward R. Pressman, a qui va conèixer al plató de The Hand, que va produir. Va guanyar el Premi a la millor actriu al XV Festival Internacional de Cinema Fantàstic i de Terror pel seu paper a Battletruck.

## Filmografia
| Any  | Títol                                 | Paper             | Notes                                            |
| ---- | ------------------------------------- | ----------------- | ------------------------------------------------ |
| 1977 | Snowbeast                             | Heidi             | Telefilm                                         |
| 1980 | Reward                                | Christine         | Telefilm                                         |
| 1980 | Running Scared                        | Sally Mae Giddens |                                                  |
| 1981 | The Hand                              | Stella Roche      |                                                  |
| 1982 | Battletruck                           | Corlie            | Guanyadora - Millor actriu al Festival de Sitges |
| 1983 | The Survivors                         | Doreen            |                                                  |
| 1984 | Purple Hearts                         | Hallaway          |                                                  |
| 1985 | Howling II: Your Sister Is a Werewolf | Jenny Templeton   | [ 3 ]                                            |
| 1986 | Històries reals                       | Kay Culver        |                                                  |
| 1987 | Wall Street                           | Muffie Livingston |                                                  |
| 1988 | Cop, amb la llei o sense              | Amy Cranfield     |                                                  |
| 1988 | Beetlejuice                           | Jane Butterfield  |                                                  |
| 1992 | Crisscross, aquell estiu del 69       | Mrs. Sivil        |                                                  |
| 1994 | A Pig's Tale                          | Mrs. Lipman       | Video                                            |
| 1994 | La síndrome de Madison Heights        | Dolly             |                                                  |
| 1997 | Men                                   | Annie             |                                                  |
| 2003 | The Hebrew Hammer                     | Mrs. Highsmith    |                                                  |